# のぞき穴
のぞき穴（のぞきあな）は、屋内から外部または隣接した部屋、箱の内部などを観察するために利用する穴。

## ドアののぞき穴
屋内からドアの外を観察するための穴。主に玄関で来訪者を確認するために用いられる。
大きなのぞき穴は防犯上の問題も生じるため、1cm強の穴に広角レンズを組み合わせたドアスコープを取り付けてあるドアが多いが、屋外から単眼鏡などでのぞき返せる場合もあり、カバーを着けるなどプライバシーに配慮した措置が必要な場合もある。

## のぞき穴を利用した娯楽
- のぞきからくり
- 万華鏡
- のぞき部屋